# Magrè sulla Strada del Vino
Magrè sulla Strada del Vino (Margreid an der Weinstrasse) é uma comuna italiana da região do Trentino-Alto Ádige, província de Bolzano, com cerca de 1.181 habitantes. Estende-se por uma área de 13 km², tendo uma densidade populacional de 91 hab/km². Faz fronteira com Cortaccia sulla Strada del Vino, Cortina sulla Strada del Vino, Egna, Roverè della Luna (TN), Salorno.

## Demografia
| Variação demográfica do município entre 1861 e 2011                               |
|                                                                                   |
| Fonte: Istituto Nazionale di Statistica (ISTAT) - Elaboração gráfica da Wikipedia |